# دومينيك فواتا
دومينيك فواتا (من مواليد 12 أكتوبر1934) هو عالم رياضيات فرنسي.

## مسيرتة العلمية
عمل في التوليفات العددية مع بيير كارتييه ومارسيل باول شوتزنبرغر، كان رائدًا في النهج الحديث للتوليفات الكلاسيكية، والذي أدى جزئيًا إلى الازدهار الحالي للتوافقيات الجبرية. إن عمله الرائد في إحصائيات التقليب، ونهجه التجميعي للوظائف الخاصة، جدير بالملاحظة بشكل خاص،
ألقى فواتا كلمة مدعوة في المؤتمر الدولي لعلماء الرياضيات في وارسو (1983). ومن إحدى تكريماتة الجائزة العلمية لاتحاد التأمينات في باريس (سبتمبر 1985). أسس مجلة الرياضيات (الندوة التوليفية لوثارينجيان) مع أدالبرت كيربر وفولكر شتريل 
وهو أيضًا أحد المساهمين في الجماعة ذات الاسم المستعار (السيد لوثير)، في عام 1985، حصل فواتا على جائزة (بول دويستو اميل بلوت)